# 陳善鐄
陳善鐄（？—？），越南政治人物，曾任越南臨時中央政府（越南國成立前的過渡政權）的耕農總長。
1948年6月，越南臨時中央政府首相阮文春，頒佈臨時憲章，陳善鐄出任越南臨時中央政府耕農總長。:44-45
1949年7月，越南國新政府成立，由國長保大擔任首相潘克丑出任耕農、社會與勞動部長，陳善鐄不再擔任閣員。:56